# 西安圣方济各主教座堂
西安方济各主教座堂又称天主教西安南堂，是天主教西安教区的主教座堂，位于中国陕西西安南门内五星街（旧地名土地庙十字）17号，是一座起源于1716年的古老的天主教堂。

## 历史
天主教堂系意大利方济各会创建。1884年，陕西代牧区主教高一志、副主教林寄爱扩建。建筑面积700平方米。堂高17.45米，院内附属房屋158间，总面积20亩。1930年，戴夏德主教将陕西中境代牧区（西安代牧区）的主教府从高陵县通远坊天主教堂迁来西安南堂。 
20世纪上半叶，这里创办过玫瑰女子中小学、若瑟男子小学和安多医院。1966年文革爆发，教堂被西安糖果厂占用改为仓库，院内房屋多被拆毁。1983年以后，主教座堂和院内房屋陆续归还教会。2008年，被列为陕西省文物保护单位。